# NGC 6473
NGC 6473 est une étoile située dans la constellation du Dragon. L'astronome américain Lewis Swift a enregistré la position de cette étoile le 22 juillet 1886 
Selon la base de données Simbad, NGC 6473 et NGC 6474 sont une seule et même galaxie, soit PGC 60850.